# Prædikat (tiltale)
 Der er for få eller ingen kildehenvisninger i denne artikel, hvilket er et problem. Du kan hjælpe ved at angive troværdige kilder til de påstande, som fremføres i artiklen.

 For alternative betydninger, se Prædikat. (Se også artikler, som begynder med Prædikat)
Et prædikat betegner en sproglig formel, der traditionelt anvendes ved tiltale og omtale af personer af en vis rang, ofte mennesker af adelig eller fyrstelig byrd, eller indehavere af bestemte embeder, som f.eks. præsidenter, ministre, universitetsrektorer og højtstående religiøse embeder.
En given rang svarer som regel til et bestemt prædikat, og man siger, at personen i kraft af sin rang er tillagt dette prædikat. Eksempelvis vil personer, der ifølge rangfølgen er i første rangklasse, nr. 1, f.eks. ministre, således være tillagt prædikat af excellence og følgelig traditionelt skulle tiltales Deres Excellence og omtales som Hans/Hendes Excellence.

## Prædikat, rang og titel
Der er en vis overensstemmelse mellem titler og prædikater, da fyrste- og visse adelstitler gerne medfører en rang, som er tillagt et vist prædikat. Begreberne titel og prædikat sammenblandes derfor jævnligt uden for faglige sammenhænge, men er trods en vis parallelitet klart forskellige.
En dansk regent vil således have titel af konge eller (regerende) dronning og have prædikat af majestæt. I omtale kan anvendes såvel titlen (kongen ankom til udstillingen) som prædikatet (Hans Majestæt ankom...) eller begge dele (Hans Majestæt Kongen ankom...); i tiltale alene prædikatet (goddag, Deres Majestæt, men traditionelt ikke goddag, konge).

## Danske eksempler
I Danmark anvendes officielt kun prædikaterne Majestæt, Kongelig Højhed, Højhed og Excellence (og uofficielt Nåde, se dette):
- En mandlig regent, med titel af konge til Danmark, hans hustru, med titlen dronning af Danmark, eller en kvindelig regent, med titlen Danmarks dronning, har prædikat af Majestæt. En regerende dronnings mand har derimod titel af prins(gemal) af Danmark og prædikat af Kongelig Højhed.
- Regentens sønner (titel: (kron)prins til Danmark), døtre (prinsesse til Danmark) og svigerdøtre ((kron)prinsesse af Danmark) samt tronfølgerens ditto (og så fremdeles i ældste linje) har prædikat af Kongelig Højhed.
- Regentens efterkommere i yngre linjer, f.eks. yngre sønners børn, har, al den stund de har titel af prins eller prinsesse, prædikat af Højhed.
- Ikke-fyrstelige linjer af kongehuset, dvs. grever af Rosenborg og Danneskiold-Samsøe, er i første rangklasse, nr. 1, og har derfor prædikat af Excellence.
- Grevinden af Frederiksborg har samme rang og dermed prædikat af Excellence.
- Riddere af Elefanten har samme rang og dermed prædikat af Excellence.
- Traditionelt har danske baroner/baronesser, lensbaroner/lensbaronesser, grever/grevinder/komtesser og lensgrever/lensgrevinder haft prædikat af Nåde.
- Personer, der i kraft af et embede har samme rang, f.eks. ambassadører og ministre, har ligeledes prædikat af Excellence (i sidstnævnte tilfælde sjældent anvendt).

Frem til 1924 anvendte de danske ministre prædikatet Excellence, dog med undtagelse af medlemmerne af ministerierne Zahle I og II. 
Hertuger havde tidligere på dansk det tyskinspirerede prædikat durchlauchtighed (tysk: Durchlaucht), men danske hertugtitler er nu nærmest ikke-eksisterende (én titel, hvis medlemmer alle dage har boet i Frankrig, eksisterer endnu i det 21. århundrede). I historiske sammenhænge og i andre sammenhænge, f.eks. litterært, forekommer ældre eller mindre brugte prædikater som (Deres) Nåde, Højvelbårenhed, Højbårenhed, Velbårenhed, Højærværdighed m.fl.

## Udenlandske eksempler
Større europæiske stater har ofte traditionelt større hierarkier af rang og titler inden for adels- og fyrstestand såvel som inden for embeder, ligesom der findes omfattende systemer af prædikater. Hvad særligt angår regenters prædikater, kan fremhæves følgende:
- Kejserhuse har, svarende til kongelig højhed, prædikatet kejserlig højhed. Undertiden anvendes også om regenten kejserlig majestæt.
- Spanske konger og dronninger har traditionelt prædikatet katolsk majestæt. Ligeledes havde Ungarns konger prædikat af apostolsk majestæt.
- Storhertuger og -hertuginder af Luxembourg har som følge af deres afstamning prædikat af kongelig højhed.
- Fyrsterne af Liechtenstein og Monaco har lokalt prædikat af hhv. Durchlaucht og Altesse Sérénissime, egentlig "gennemstrålet", hhv. "klareste højhed", på dansk Højvelbårenhed.

Religiøse prædikater som "Hans Hellighed Dalai Lama" bruges traditionelt ikke på dansk, men forekommer undertiden ved efterligning af udenlandsk sprogbrug.

## Prædikaternes retskrivning og forkortelser
Dansk Sprognævn foreskriver, at prædikatet og det tilhørende possessive pronomen, når det bruges i løbende tekst, skrives med stort (Hans Majestæt ankom...), ligesom titlen efter prædikatet skrives med stort (Hans Majestæt Kongen ankom...), også med et følgende navn (Hans Majestæt Kong Frederik ankom...). Når titlen anvendes alene, skrives den derimod med lille, både med og uden et følgende navn (kongen ankom..., kong Frederik ankom...)
Når prædikater anvendes ved omtale, kan man i skrift træffe følgende forkortelser: 
- Hans Majestæt: H.M.
- Hendes Majestæt: H.M. (forældet: Hds.M.)
- Deres Majestæter: D.M. (forældet: DD.MM.)
- Hans Kongelige Højhed: H.K.H. (De engelske prædikater Serene Highness, S.H., oversættes på dansk til Kongelig Højhed. Relevant for Liechtenstein og Monaco).
- Hendes Kongelige Højhed: H.K.H. (forældet: Hds.K.H.)
- Deres Kongelige Højheder: D.K.H. (forældet: DD.KK.HH.)
- Hans Kejserlig Højhed: H.K.H. (oversat fra japansk; eng.; Imperial Highness, I.H.)
- Hendes Kejserlige Højhed: H.K.H. (oversat fra japansk; eng.; Imperial Highness, I.H.)
- Deres Kejserlige Højheder: D.K.H. (oversat fra japansk; eng.; Imperial Highness, I.H.)
- Hans Højhed: H.H.
- Hendes Højhed: H.H. (forældet: Hds.H.)
- Deres Højheder: D.H. (forældet: DD.HH.)
- Hans Excellence: H.E.
- Hendes Excellence: H.E. (forældet: Hds.E.)
- Deres Excellencer: D.E. (forældet: DD.EE.)
- Hans Nåde: H.N.
- Hendes Nåde: H.N. (forældet: Hds.N.)
- Deres Nåder: D.N. (forældet: DD.NN.)